# Gelson Fernandes
Gelson Fernandes (ur. 2 września 1986 w Prai) – szwajcarski piłkarz pochodzenia kabowerdeńskiego grający na pozycji defensywnego pomocnika.

## Kariera klubowa
Gelson urodził się w stolicy Republiki Zielonego Przylądka, Prai, jednak w młodym wieku wyemigrował do Szwajcarii. Tam też rozpoczął piłkarską karierę w klubie FC Sion. W sezonie 2002/2003 zadebiutował w jego barwach w drugiej lidze szwajcarskiej, a z sezonu na sezon występował w coraz większej liczbie meczów. W sezonie 2005/2006 wywalczył ze Sionem awans do pierwszej ligi, a w niej swój pierwszy mecz zaliczył 19 lipca przeciwko Grasshoppers Zurych (0:0). Pierwszą bramkę w profesjonalnym futbolu zdobył 14 października, gdy w doliczonym czasie gry uratował Sionowi remis 1:1 z zespołem FC Luzern. Na koniec sezonu 2006/2007 zajął ze Sionem 3. miejsce w lidze, dające prawo startu w rozgrywkach Pucharu UEFA.
14 lipca 2007 roku Gelson podpisał kontrakt z Manchesterem City. W Premier League zadebiutował 20 października w wygranym 1:0 spotkaniu z Birmingham City zmieniając w 89. minucie Brazylijczyka Elano. Od czasu debiutu stał się podstawowym zawodnikiem zespołu City, a 2 stycznia 2008 strzelił swojego premierowego gola w Premier League, a Manchester pokonał 2:0 na wyjeździe Newcastle United. W całym sezonie 2007/08 wystąpił w 26 ligowych meczach, zaś rok później w 17.
10 lipca 2009 roku przeszedł do AS Saint-Étienne, a po sezonie wypożyczono go do Chievo Werona. 1 sierpnia 2014 roku podpisał kontrakt z pierwszoligowym Stade Rennais FC.
1 lipca 2017 roku podpisał kontrakt z pierwszoligowym Eintracht Frankfurt.
| Sezon   | Klub                  | Kraj       | Rozgrywki        | Mecze | Bramki | Rozgrywki Europy | Mecze | Bramki |
| ------- | --------------------- | ---------- | ---------------- | ----- | ------ | ---------------- | ----- | ------ |
| 2002/03 | FC Sion               | Szwajcaria | Challenge League | 6     | 0      | –                | –     | –      |
| 2003/04 | FC Sion               | Szwajcaria | Challenge League | 18    | 0      | –                | –     | –      |
| 2004/05 | FC Sion               | Szwajcaria | Challenge League | 17    | 0      | –                | –     | –      |
| 2005/06 | FC Sion               | Szwajcaria | Challenge League | 22    | 0      | –                | –     | –      |
| 2006/07 | FC Sion               | Szwajcaria | Axpo League      | 34    | 1      | Liga Europy UEFA | 4     | 0      |
| 2007/08 | Manchester City       | Anglia     | Premier League   | 26    | 2      | –                | –     | –      |
| 2008/09 | Manchester City       | Anglia     | Premier League   | 17    | 1      | Liga Europy UEFA | 8     | 0      |
| 2009/10 | AS Saint-Étienne      | Francja    | Ligue 1          | 33    | 0      | –                | –     | –      |
| 2010/11 | Chievo Werona (wyp.)  | Włochy     | Serie A          | 29    | 2      | –                | –     | –      |
| 2011/12 | Leicester City (wyp.) | Anglia     | Championship     | 15    | 1      | –                | –     | –      |
| 2011/12 | Udinese Calcio (wyp.) | Włochy     | Serie A          | 16    | 1      | –                | –     | –      |
| 2012/13 | Sporting CP           | Portugalia | Liga Sagres      | 6     | 0      | Liga Europy UEFA | –     | –      |
| 2012/13 | FC Sion               | Szwajcaria | Axpo League      | 14    | 0      | –                | –     | –      |
| 2013/14 | SC Freiburg           | Niemcy     | Bundesliga       | 30    | 1      | Liga Europy UEFA | 5     | 0      |
| 2014/15 | Stade Rennais FC      | Francja    | Ligue 1          | 33    | 0      | –                | –     | –      |
| 2015/16 | Stade Rennais FC      | Francja    | Ligue 1          | 33    | 1      | –                | –     | –      |
| 2016/17 | Stade Rennais FC      | Francja    | Ligue 1          | 27    | 0      | –                | –     | –      |
| 2017/18 | Eintracht Frankfurt   | Niemcy     | Bundesliga       | 19    | 0      | –                | –     | –      |
| 2018/19 | Eintracht Frankfurt   | Niemcy     | Bundesliga       | 28    | 1      | Liga Europy UEFA | 9     | 0      |

Stan na: 22 maja 2019

## Kariera reprezentacyjna
Po otrzymaniu szwajcarskiego obywatelstwa Gelson występował w młodzieżowej reprezentacji Szwajcarii U-21. W 2007 roku został powołany przez selekcjonera Jakoba Kuhna do pierwszej reprezentacji i 22 sierpnia zadebiutował w towarzyskim spotkaniu z Holandią, wygranym przez Szwajcarów 2:1. Rok później razem z drużyną narodową wziął udział w Euro 2008. Fernandes z reprezentacją wywalczył awans na Mistrzostwa Świata w Piłce Nożnej 2010. W pierwszym meczu grupy H strzelił bramkę dającą zwycięstwo jego reprezentacji w meczu z Hiszpanią.